# Alberto San Juan
Alberto San Juan, född 1 november 1968 i Madrid, är en spansk skådespelare.
San Juan har bland annat medverkat i filmerna El Test och El cuarto pasajero. Han har även medverkat i TV-serien Cristóbal Balenciaga där han spelade titelkaraktären.

## Filmografi (i urval)
- 2022 – El Test
- 2022 – El cuarto pasajero
- 2024 – Cristóbal Balenciaga (TV-serie)
- 2025 – Rage (TV-serie)